# ذاكرة الوصول العشوائي الساكنة
ذاكرة الوصول العشوائي الساكنة (بالإنجليزية: Static random access memory )‏ واختصاراً (SRAM) وهي نوع من ذاكرة الوصول العشوائي تصنع من مواد نصف ناقلة حيث أن تسميتها بالساكنة تعني أنها ليست بحاجة إلى إعادة إنعاشها بشكل دوري مثل ذاكرة الوصول العشوائي الديناميكية حيث أنها تستخدم دائرة مغلاق لتخزين البيانات.
تقوم بتخزين البيانات على وحدات تخزين مؤلفة من ترانزستور (له حالتين إما عبور أو عدم عبور) ومن صفات هذا النوع أنه يستهلك طاقة أقل من نوع (D RAM) وأسرع بكثير وأغلى منه.

## الذاكرة الحية الساكنة ذاكرة الوصول العشوائي الساكنة
تتصل كل خلية من خلايا هذه الذاكرة (ما نحتاجه لتخزين خانة واحدة) مع خط تحكم وخطي معطيات يأخذان الحالة المنطقية (1) أو (0) بشكل متعاكس، إذا كان أحد الخطوط (1) فالأخر يأخذ قيمة (0) وبالعكس.
يبين الشكل المجاور المخطط العام لخلية ذاكرة ساكنة.
تعتبر دارات ثنائيات الاستقرار(القلابات) الدارات النموذجية المحققة لهذه البنية حيث يبين الشكل(A)خلية ذاكرة ساكنة باستخدام ترانزستور MOS
و يبين الشكل (B) خلية ذاكرة ساكنة باستخدام مقاحل ثنائية القطبية ويمكن بسهولة ملاحظة الحالات المتعاكسة التي تظهر على المقاحل المرتبطة عكسياً مع بعضها البعض (مقحلى T3 & T4 Mos في الشكل (A) والمقحلين ثنائيي القطبية في الشكل (B))>

## مميزات الذاكرة الحية الساكنة ذاكرة الوصول العشوائي الساكنة
1- تستخدم من أجل الحصول على نتائج قصوى كاستخدامها في بناء الخابية (المخفية) Cache.
2- استهلاكها للطاقة ضعيف إذ أن بطارية كهربائية صغيرة تكفي لإبقائها في حالة نشاط عدة سنوات.
3- استطاعتها صغيرة وتستخدم مثلاً في بعض البرامج كالمفكرات وجداول الأعمال الإلكترونية الأكثر شيوعاً.
4- لا تحتاج إلى إنعاش إذ أنها لا تستخدم مكثفات.
5- أزمنة ولوجها أقصر من أزمنة ولوج الذواكر الحركية دي رام.

## مساوئ ذاكرة الذاكرة الحية الساكنة
1- تعتبر هذه ذاكرة|الذاكرة مكلفة وذات حجم أكبر مقارنةً مع الذواكر الحركية دي رام لأن بناءها يتطلب عدد من الترانزستورات قد تصل إلى (4)أو(6) مقاحل مقابل مقحل وحيد مع مكثف في الذواكر الحركية دي رام.
2- تبديد الاستطاعة في الذاكرة الساكنة أكبر منه في الذواكر الحركية دي رام وذلك بسبب وجود ثنائيات الاستقرار التي تعتبر الخلية الأساسية لعناصر الذاكرة الساكنة.
3- سعتها أصغر من سعة الذواكر الحركية دي رام.

## مواضيع مشابهة
- دي رام